# Abarth Alfa Romeo 1000 GT
Abarth Alfa Romeo 1000 GT Coupé is een automodel van de Italiaanse autofabrikant Abarth in samenwerking met Alfa Romeo.
Het model werd in 1958 geïntroduceerd en was voorzien van een eenliter rechte motor met dubbele overhead nokkenassen van Alfa Romeo. Het had een maximaal vermogen van 65 kW (87 pk). Ondanks de bescheiden motor was de auto nog steeds relatief snel dankzij het gewicht van slechts 640 kilogram. De motor was een korteslagversie van de 1,3 litermotor van de Alfa Romeo Giulietta, ontwikkeld om te kunnen concurreren in racecategorieën die beperkt zijn tot motoren van minder dan één liter. De carrosserie lag tot 58,0 mm terwijl de boring 74,0 mm bleef. Het buisvormige chassis woog slechts 50 kg en de auto was uitgerust met een volledig gesynchroniseerde vijf-versnelling "System Porsche" transmissie. Er werden er maar drie gebouwd, en twee (of misschien allemaal) werden gecrasht tijdens het testen. In Duitsland werd het project gestopt.